# Pontogeneia enormis
Pontogeneia enormis är en svampart som först beskrevs av Pat. & Har., och fick sitt nu gällande namn av Jan Kohlmeyer 1975. Pontogeneia enormis ingår i släktet Pontogeneia, divisionen sporsäcksvampar och riket svampar.   Inga underarter finns listade i Catalogue of Life.